# Liste der Nummer-eins-Hits in den britischen Charts (1979)
Dies ist eine Liste der Nummer-eins-Hits in den britischen Charts im Jahr 1979. Sie basiert auf den Official Singles Chart Top 75 und den Official Albums Chart Top 75, die vom Chart Information Network ermittelt wurden. Es gab in diesem Jahr 18 Nummer-eins-Singles und 19 Nummer-eins-Alben.

## Singles
| ← 1978 ← | Liste der Nummer-eins-Hits in den britischen Charts | Liste der Nummer-eins-Hits in den britischen Charts | Liste der Nummer-eins-Hits in den britischen Charts                                    | 1980 →                    |
| \| Zeitraum \| Wo. ges. \| Interpret \| Titel Autor(en) \| Zusätzliche Informationen \| \| (Zeitraum, Wochen auf Platz eins, Interpret, Titel, Autor[en], zusätzliche Informationen) \| \| \| \| \| \| ----------------------------------------------------------------------------------------- \| -------- \| ------------------------- \| -------------------------------------------------------------------------------------- \| ------------------------- \| \| 31. Dezember 1978 – 20. Januar 1979 3 Wochen \| 3 \| Village People \| Y.M.C.A. Musik: Jacques Morali; Text: Henri Belolo \| – \| \| 21. Januar 1979 – 27. Januar 1979 1 Woche \| 1 \| Ian Dury & the Blockheads \| Hit Me with Your Rhythm Stick Ian Robins Dury, Charles Jeremy Jankel \| – \| \| 28. Januar 1979 – 25. Februar 1979 5 Wochen \| 5 \| Blondie \| Heart of Glass Deborah Harry, Christopher Stein \| – \| \| 26. Februar 1979 – 10. März 1979 1 Woche \| 1 \| Bee Gees \| Tragedy Barry Alan Gibb, Maurice Ernest Gibb, Robin Hugh Gibb \| – \| \| 11. März 1979 – 7. April 1979 4 Wochen \| 4 \| Gloria Gaynor \| I Will Survive Dino George Fekaris, Freddie Perren \| – \| \| 8. April 1979 – 19. Mai 1979 6 Wochen \| 6 \| Art Garfunkel \| Bright Eyes Mike Batt \| – \| \| 20. Mai 1979 – 9. Juni 1979 3 Wochen \| 3 \| Blondie \| Sunday Girl Chris Stein \| – \| \| 10. Juni 1979 – 23. Juni 1979 2 Wochen \| 2 \| Anita Ward \| Ring My Bell Frederick Douglas Knight \| – \| \| 24. Juni 1979 – 21. Juli 1979 4 Wochen \| 4 \| Tubeway Army \| Are ‘Friends’ Electric? Gary Numan \| – \| \| 22. Juli 1979 – 18. August 1979 4 Wochen \| 4 \| The Boomtown Rats \| I Don’t Like Mondays Musik: Bob Geldof, Johnnie Fingers; Text: Bob Geldof \| – \| \| 19. August 1979 – 15. September 1979 4 Wochen \| 4 \| Cliff Richard \| We Don’t Talk Anymore Alan Tarney \| – \| \| 16. September 1979 – 22. September 1979 1 Woche \| 1 \| Gary Numan \| Cars Gary Numan \| – \| \| 23. September 1979 – 13. Oktober 1979 3 Wochen \| 3 \| The Police \| Message in a Bottle Gordon Matthew Sumner \| – \| \| 14. Oktober 1979 – 20. Oktober 1979 1 Woche \| 1 \| The Buggles \| Video Killed the Radio Star Geoffrey Downes, Trevor Charles Horn, Bruce Martin Woolley \| – \| \| 21. Oktober 1979 – 10. November 1979 3 Wochen \| 3 \| Lena Martell \| One Day at a Time Kristoffer Kristofferson, Marijohn Wilkin \| – \| \| 11. November 1979 – 1. Dezember 1979 3 Wochen \| 3 \| Dr. Hook \| When You’re in Love with a Beautiful Woman Bruce Noel Stevens \| – \| \| 2. Dezember 1979 – 8. Dezember 1979 1 Woche \| 1 \| The Police \| Walking on the Moon Gordon Matthew Sumner \| – \| \| 9. Dezember 1979 – 12. Januar 1980 5 Wochen \| 5 \| Pink Floyd \| Another Brick in the Wall (Pt. 2) Roger Waters \| – \| |                                                     |                                                     |                                                                                        |                           |
| ← 1978 |                                                     |                                                     |                                                                                        | → 1980 →                  |
| Zeitraum | Wo. ges.                                            | Interpret                                           | Titel Autor(en)                                                                        | Zusätzliche Informationen |
| (Zeitraum, Wochen auf Platz eins, Interpret, Titel, Autor[en], zusätzliche Informationen) |                                                     |                                                     |                                                                                        |                           |
| 31. Dezember 1978 – 20. Januar 1979 3 Wochen | 3                                                   | Village People                                      | Y.M.C.A. Musik: Jacques Morali; Text: Henri Belolo                                     | –                         |
| 21. Januar 1979 – 27. Januar 1979 1 Woche | 1                                                   | Ian Dury & the Blockheads                           | Hit Me with Your Rhythm Stick Ian Robins Dury, Charles Jeremy Jankel                   | –                         |
| 28. Januar 1979 – 25. Februar 1979 5 Wochen | 5                                                   | Blondie                                             | Heart of Glass Deborah Harry, Christopher Stein                                        | –                         |
| 26. Februar 1979 – 10. März 1979 1 Woche | 1                                                   | Bee Gees                                            | Tragedy Barry Alan Gibb, Maurice Ernest Gibb, Robin Hugh Gibb                          | –                         |
| 11. März 1979 – 7. April 1979 4 Wochen | 4                                                   | Gloria Gaynor                                       | I Will Survive Dino George Fekaris, Freddie Perren                                     | –                         |
| 8. April 1979 – 19. Mai 1979 6 Wochen | 6                                                   | Art Garfunkel                                       | Bright Eyes Mike Batt                                                                  | –                         |
| 20. Mai 1979 – 9. Juni 1979 3 Wochen | 3                                                   | Blondie                                             | Sunday Girl Chris Stein                                                                | –                         |
| 10. Juni 1979 – 23. Juni 1979 2 Wochen | 2                                                   | Anita Ward                                          | Ring My Bell Frederick Douglas Knight                                                  | –                         |
| 24. Juni 1979 – 21. Juli 1979 4 Wochen | 4                                                   | Tubeway Army                                        | Are ‘Friends’ Electric? Gary Numan                                                     | –                         |
| 22. Juli 1979 – 18. August 1979 4 Wochen | 4                                                   | The Boomtown Rats                                   | I Don’t Like Mondays Musik: Bob Geldof, Johnnie Fingers; Text: Bob Geldof              | –                         |
| 19. August 1979 – 15. September 1979 4 Wochen | 4                                                   | Cliff Richard                                       | We Don’t Talk Anymore Alan Tarney                                                      | –                         |
| 16. September 1979 – 22. September 1979 1 Woche | 1                                                   | Gary Numan                                          | Cars Gary Numan                                                                        | –                         |
| 23. September 1979 – 13. Oktober 1979 3 Wochen | 3                                                   | The Police                                          | Message in a Bottle Gordon Matthew Sumner                                              | –                         |
| 14. Oktober 1979 – 20. Oktober 1979 1 Woche | 1                                                   | The Buggles                                         | Video Killed the Radio Star Geoffrey Downes, Trevor Charles Horn, Bruce Martin Woolley | –                         |
| 21. Oktober 1979 – 10. November 1979 3 Wochen | 3                                                   | Lena Martell                                        | One Day at a Time Kristoffer Kristofferson, Marijohn Wilkin                            | –                         |
| 11. November 1979 – 1. Dezember 1979 3 Wochen | 3                                                   | Dr. Hook                                            | When You’re in Love with a Beautiful Woman Bruce Noel Stevens                          | –                         |
| 2. Dezember 1979 – 8. Dezember 1979 1 Woche | 1                                                   | The Police                                          | Walking on the Moon Gordon Matthew Sumner                                              | –                         |
| 9. Dezember 1979 – 12. Januar 1980 5 Wochen | 5                                                   | Pink Floyd                                          | Another Brick in the Wall (Pt. 2) Roger Waters                                         | –                         |

## Alben
| ← 1978 ← | Liste der Nummer-eins-Hits in den britischen Charts | Liste der Nummer-eins-Hits in den britischen Charts | Liste der Nummer-eins-Hits in den britischen Charts | 1980 →                    |
| \| Zeitraum \| Wo. ges. \| Interpret \| Titel \| Zusätzliche Informationen \| \| (Zeitraum, Wochen auf Platz eins, Interpret, Titel, zusätzliche Informationen) \| \| \| \| \| \| ------------------------------------------------------------------------------ \| -------- \| -------------------------- \| ------------------------------------------ \| ------------------------- \| \| 31. Dezember 1978 – 13. Januar 1979 2 Wochen \| 2 \| Showaddywaddy \| Greatest Hits \| – \| \| 14. Januar 1979 – 3. Februar 1979 3 Wochen \| 3 \| (Verschiedene Interpreten) \| Don’t Walk – Boogie \| – \| \| 4. Februar 1979 – 10. Februar 1979 1 Woche \| 1 \| (Verschiedene Interpreten) \| Action Replay \| – \| \| 11. Februar 1979 – 10. März 1979 4 Wochen \| 4 \| Blondie \| Parallel Lines \| – \| \| 11. März 1979 – 24. März 1979 2 Wochen \| 2 \| Bee Gees \| Spirits Having Flown \| – \| \| 25. März 1979 – 21. April 1979 4 Wochen \| 4 \| Barbra Streisand \| Barbra Streisand’s Greatest Hits, Volume 2 \| – \| \| 22. April 1979 – 12. Mai 1979 3 Wochen \| 3 \| Leo Sayer \| The Very Best of Leo Sayer \| – \| \| 13. Mai 1979 – 9. Juni 1979 4 Wochen \| 4 \| ABBA \| Voulez-Vous \| – \| \| 10. Juni 1979 – 14. Juli 1979 5 Wochen \| 5 \| ELO \| Discovery \| – \| \| 15. Juli 1979 – 21. Juli 1979 1 Woche \| 1 \| Tubeway Army \| Replicas \| – \| \| 22. Juli 1979 – 1. September 1979 6 Wochen \| 6 \| (Verschiedene Interpreten) \| The Best Disco Album in the World \| – \| \| 2. September 1979 – 15. September 1979 2 Wochen \| 2 \| Led Zeppelin \| In Through the Out Door \| – \| \| 16. September 1979 – 22. September 1979 1 Woche (insgesamt 2) \| 2 \| Gary Numan \| The Pleasure Principle \| – \| \| 23. September 1979 – 29. September 1979 1 Woche \| 1 \| Boney M. \| Oceans of Fantasy \| – \| \| 30. September 1979 – 6. Oktober 1979 1 Woche (insgesamt 2) \| 2 \| Gary Numan \| The Pleasure Principle \| – \| \| 7. Oktober 1979 – 13. Oktober 1979 1 Woche \| 1 \| Blondie \| Eat to the Beat1) \| – \| \| 14. Oktober 1979 – 3. November 1979 3 Wochen \| 3 \| The Police \| Reggatta de Blanc1) \| – \| \| 4. November 1979 – 10. November 1979 1 Woche \| 1 \| Fleetwood Mac \| Tusk \| – \| \| 11. November 1979 – 1. Dezember 1979 3 Wochen (insgesamt 4) \| 4 \| ABBA \| Greatest Hits Vol. 2 \| – \| \| 2. Dezember 1979 – 5. Januar 1980 5 Wochen \| 5 \| Rod Stewart \| Greatest Hits, Vol. 1 \| – \| |                                                     |                                                     |                                                     |                           |
| ← 1978 |                                                     |                                                     |                                                     | → 1980 →                  |
| Zeitraum | Wo. ges.                                            | Interpret                                           | Titel                                               | Zusätzliche Informationen |
| (Zeitraum, Wochen auf Platz eins, Interpret, Titel, zusätzliche Informationen) |                                                     |                                                     |                                                     |                           |
| 31. Dezember 1978 – 13. Januar 1979 2 Wochen | 2                                                   | Showaddywaddy                                       | Greatest Hits                                       | –                         |
| 14. Januar 1979 – 3. Februar 1979 3 Wochen | 3                                                   | (Verschiedene Interpreten)                          | Don’t Walk – Boogie                                 | –                         |
| 4. Februar 1979 – 10. Februar 1979 1 Woche | 1                                                   | (Verschiedene Interpreten)                          | Action Replay                                       | –                         |
| 11. Februar 1979 – 10. März 1979 4 Wochen | 4                                                   | Blondie                                             | Parallel Lines                                      | –                         |
| 11. März 1979 – 24. März 1979 2 Wochen | 2                                                   | Bee Gees                                            | Spirits Having Flown                                | –                         |
| 25. März 1979 – 21. April 1979 4 Wochen | 4                                                   | Barbra Streisand                                    | Barbra Streisand’s Greatest Hits, Volume 2          | –                         |
| 22. April 1979 – 12. Mai 1979 3 Wochen | 3                                                   | Leo Sayer                                           | The Very Best of Leo Sayer                          | –                         |
| 13. Mai 1979 – 9. Juni 1979 4 Wochen | 4                                                   | ABBA                                                | Voulez-Vous                                         | –                         |
| 10. Juni 1979 – 14. Juli 1979 5 Wochen | 5                                                   | ELO                                                 | Discovery                                           | –                         |
| 15. Juli 1979 – 21. Juli 1979 1 Woche | 1                                                   | Tubeway Army                                        | Replicas                                            | –                         |
| 22. Juli 1979 – 1. September 1979 6 Wochen | 6                                                   | (Verschiedene Interpreten)                          | The Best Disco Album in the World                   | –                         |
| 2. September 1979 – 15. September 1979 2 Wochen | 2                                                   | Led Zeppelin                                        | In Through the Out Door                             | –                         |
| 16. September 1979 – 22. September 1979 1 Woche (insgesamt 2) | 2                                                   | Gary Numan                                          | The Pleasure Principle                              | –                         |
| 23. September 1979 – 29. September 1979 1 Woche | 1                                                   | Boney M.                                            | Oceans of Fantasy                                   | –                         |
| 30. September 1979 – 6. Oktober 1979 1 Woche (insgesamt 2) | 2                                                   | Gary Numan                                          | The Pleasure Principle                              | –                         |
| 7. Oktober 1979 – 13. Oktober 1979 1 Woche | 1                                                   | Blondie                                             | Eat to the Beat1)                                   | –                         |
| 14. Oktober 1979 – 3. November 1979 3 Wochen | 3                                                   | The Police                                          | Reggatta de Blanc1)                                 | –                         |
| 4. November 1979 – 10. November 1979 1 Woche | 1                                                   | Fleetwood Mac                                       | Tusk                                                | –                         |
| 11. November 1979 – 1. Dezember 1979 3 Wochen (insgesamt 4) | 4                                                   | ABBA                                                | Greatest Hits Vol. 2                                | –                         |
| 2. Dezember 1979 – 5. Januar 1980 5 Wochen | 5                                                   | Rod Stewart                                         | Greatest Hits, Vol. 1                               | –                         |

1)In der Woche vom 7. bis zum 13. Oktober waren zwei Alben gleichzeitig auf Platz 1 geführt.
Die Angaben basieren auf den offiziellen Verkaufshitparaden des Chart Information Networks für das Vereinigte Königreich. Die Datumsangaben beziehen sich auf das Gültigkeitsdatum der Charts, also jeweils die auf die Verkaufswoche folgende Woche.

## Jahreshitparaden
| ← 1978 ← | Liste der Nummer-eins-Hits in den britischen Charts | Liste der Nummer-eins-Hits in den britischen Charts         | Liste der Nummer-eins-Hits in den britischen Charts | 1980 →   |
| \| Singles \| Position# \| Alben \| \| ------------------------------------------------------------------------------------------- \| --------- \| ----------------------------------------------------------- \| \| Bright Eyes Art Garfunkel Mike Batt \| 1 \| Parallel Lines Blondie \| \| Heart of Glass Blondie Deborah Harry, Christopher Stein \| 2 \| Discovery ELO \| \| We Don’t Talk Anymore Cliff Richard Alan Tarney \| 3 \| The Very Best of Leo Sayer Leo Sayer \| \| I Don’t Like Mondays The Boomtown Rats Musik: Bob Geldof, Johnnie Fingers; Text: Bob Geldof \| 4 \| Breakfast in America Supertramp \| \| When You’re in Love with a Beautiful Woman Dr. Hook Bruce Noel Stevens \| 5 \| Voulez-Vous ABBA \| \| I Will Survive Gloria Gaynor Dino George Fekaris, Freddie Perren \| 6 \| Barbra Streisand’s Greatest Hits, Volume 2 Barbra Streisand \| \| Are ‘Friends’ Electric? Tubeway Army Gary Numan \| 7 \| Spirits Having Flown Bee Gees \| \| Sunday Girl Blondie Chris Stein \| 8 \| Greatest Hits Vol. 2 ABBA \| \| Dance Away Roxy Music Bryan Ferry \| 9 \| Reggatta de Blanc The Police \| \| One Day at a Time Lena Martell Kristoffer Kristofferson, Marijohn Wilkin \| 10 \| Greatest Hits, Vol. 1 Rod Stewart \| |                                                     |                                                             |                                                     |          |
| ← 1978 |                                                     |                                                             |                                                     | → 1980 → |
| Singles | Position#                                           | Alben                                                       |                                                     |          |
| Bright Eyes Art Garfunkel Mike Batt | 1                                                   | Parallel Lines Blondie                                      |                                                     |          |
| Heart of Glass Blondie Deborah Harry, Christopher Stein | 2                                                   | Discovery ELO                                               |                                                     |          |
| We Don’t Talk Anymore Cliff Richard Alan Tarney | 3                                                   | The Very Best of Leo Sayer Leo Sayer                        |                                                     |          |
| I Don’t Like Mondays The Boomtown Rats Musik: Bob Geldof, Johnnie Fingers; Text: Bob Geldof | 4                                                   | Breakfast in America Supertramp                             |                                                     |          |
| When You’re in Love with a Beautiful Woman Dr. Hook Bruce Noel Stevens | 5                                                   | Voulez-Vous ABBA                                            |                                                     |          |
| I Will Survive Gloria Gaynor Dino George Fekaris, Freddie Perren | 6                                                   | Barbra Streisand’s Greatest Hits, Volume 2 Barbra Streisand |                                                     |          |
| Are ‘Friends’ Electric? Tubeway Army Gary Numan | 7                                                   | Spirits Having Flown Bee Gees                               |                                                     |          |
| Sunday Girl Blondie Chris Stein | 8                                                   | Greatest Hits Vol. 2 ABBA                                   |                                                     |          |
| Dance Away Roxy Music Bryan Ferry | 9                                                   | Reggatta de Blanc The Police                                |                                                     |          |
| One Day at a Time Lena Martell Kristoffer Kristofferson, Marijohn Wilkin | 10                                                  | Greatest Hits, Vol. 1 Rod Stewart                           |                                                     |          |